# Hamel (Nord)

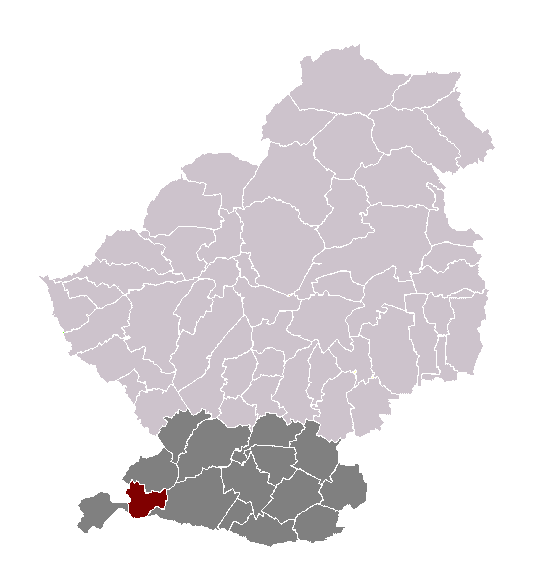
Ubicació de Hamel dins del seu cantó i el districte

Hamel és un municipi francès, situat a la regió dels Alts de França, al departament del Nord. L'any 2006 tenia 742 habitants. Limita al nord amb Estrées, a l'est amb Arleux, al sud-oest amb Écourt-Saint-Quentin i a l'oest amb Tortequesne i Lécluse.

## Demografia
| 1962                                       | 1968 | 1975 | 1982 | 1990 | 1999 | 2006 |
| ------------------------------------------ | ---- | ---- | ---- | ---- | ---- | ---- |
| 361                                        | 410  | 430  | 577  | 669  | 738  | 742  |
| Des de 1962: població sense dobles comptes |      |      |      |      |      |      |

## Administració
| Període | Identitat      | Partit        |
| ------- | -------------- | ------------- |
| 2001-   | Jean-Luc Halle | Divers droite |